# Paweł Olszewski (pięcioboista)
Paweł Olszewski (ur. 2 marca 1962 w Krotoszynie) – polski pięcioboista nowoczesny, występujący także w barwach Niemiec.

## Występy dla Polski
Był zawodnikiem Kolejarza Poznań (1972–1977) i Lumelu Zielona Góra (1978–1989). W 1987 wywalczył wicemistrzostwo Europy w sztafecie (razem z Jarosławem Idzim i Mirosławem Zazulą). W 1987 zdobył mistrzostwo Polski, był też trzykrotnym brązowym medalistą mistrzostw Polski (1983, 1984, 1986). W 1987 reprezentował Polskę na mistrzostwach świata zajmując 6 miejsce drużynowo i 27 indywidualnie. Był też drużynowym wicemistrzem świata juniorów w 1983.

## Występy dla Niemiec
W 1989 wyemigrował do Niemiec kontynuując karierę w klubie Polizei SV Berlin. W 1990 został mistrzem, a w 1992 wicemistrzem tego kraju. W 1991 na mistrzostwach świata zdobył brązowy medal w sztafecie i 5 miejsce drużynowo, w 1992 na mistrzostwach świata zajął 8 miejsce w sztafecie, w 1992 na igrzyskach olimpijskich w Barcelonie zajął 49 miejsce indywidualnie i 11 drużynowo.